# Історія освоєння мінеральних ресурсів Бразилії

Бразилія. Старательський видобудок золота в Серра Пелада (г. Макед)

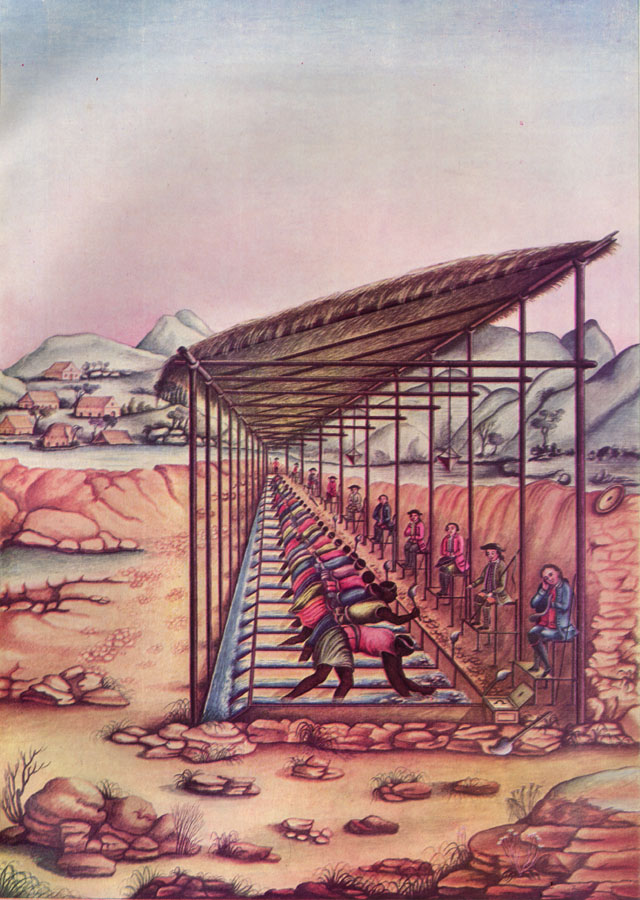
Видобування алмазів, Серро, 1770 р.

## XVIIст.— XVIII ст
Багаті родовища золота та самоцвітів не були відкриті в початковий період колонізації Бразилії, оскільки корінне населення не знало цих родовищ і майже не мало в ужитку коштовних каменів та благородних металів. Лише наприкінці XVII ст. у верхів'ях річки Жекитиньоньї (нагір'я Мінас-Жерайс) розпочалися розробки золотих розсипів, які виявилися багатими й численними. «У річковому піску разом з крупинками золота шукачі іноді знаходили маленькі блискучі камінці, на які зазвичай не звертали уваги, тільки іноді підбираючи їх через красивий блиск» (Г. Гандельман «Історія Бразилії»). 1728 р. орендар золотоносної ділянки в Серро-ду-Фріо Бернардо Лобо привіз віднайдені ним алмази в Лісабон і сповістив короля Хуана V про відкриття родовищ цих коштовних каменів. Уже наступного року губернатор провінції Мінас-Жерайс Лоренцо де Альмейда був вимушений зробити офіційне повідомлення королівському двору про стихійний видобуток алмазів, який розпочався на підпорядкованій йому території.
Початки гірничої промисловості в Бразилії закладені у XVIII ст. Саме в цей час на території країни відкриваються перші золоті копальні. Штат Мінас-Жерайс у XVIII ст. давав близько 50 % світового видобутку золота. За сторіччя працею здебільшого африканських рабів тут отримано 1500 т металу. У 1834 була збудована шахта на багатій золотоносній жилі родовища Морру-Велью в штаті Мінас-Жерайс (вміст Au 10-15 г/т). У 1981 р. глибина розробок на цій шахті сягнула 2500 м. Ще у кінці XVIII ст. всі легкодоступні поклади золота були вичерпані й галузь прийшла в занепад.
Основним у XVIII ст. був також видобуток алмазів, який почався майже одночасно з розробкою покладів золота. Бразилія стала першим світовим продуцентом діамантової сировини, утримуючи світову першість досить тривалий час (близько півсторіччя). Штат Мінас-Жерайс де в основному були зосереджені гірничі роботи, був ізольований від решти країни, мав свої особливі закони й отримав назву «Діамантового округу». Видобуток також вівся в басейні річок Ріу-Клару, та Тільонес (штат Гояс), у верхів'ях річки Парагвай. В кінці XVIII ст. видобуток алмазів занепав.

### Самоцвіти і алмази Бразилії
Ще одним потужним світовим центром видобутку самоцвітів стала Південно-Східна Бразилія, зокрема штат Мінас-Жерайс (з португальської «Minas Gerais» — «головні копальні»). Бразилія була «випадково» відкрита португальським мореплавцем Педру Кабралом 1500 р., який, обходячи Африку, значно відхилився на захід і досяг Нового Світу, назвавши його Землею Істинного Хреста (Terra da Vera Cruz) . І хоча за лінією розподілу світу між Іспанією та Португалією («папський меридіан» проходив на 370 миль західніше Островів Зеленого Мису), лише східний край Бразилії потрапляв у португальську зону, колонізували величезну країну саме португальці, чому значною мірою сприяло тимчасове об'єднання Іспанії та Португалії в одне королівство (1580—1640 рр.), коли вся Південна Америка формально стала частиною іспанських володінь і кордонів на континенті не стало.
Багаті родовища золота та самоцвітів не були відкриті в початковий період колонізації Бразилії, оскільки корінне населення не знало цих родовищ і майже не мало в ужитку коштовних каменів та благородних металів. Лише наприкінці ХVII ст. у верхів'ях ріки Жекитиньоньї (нагір'я Мінас-Жерайс) розпочалися розробки золотих розсипів, які виявилися багатими й численними. «У річковому піску разом з крупинками золота шукачі іноді знаходили маленькі блискучі камінці, на які зазвичай не звертали уваги, тільки іноді підбираючи їх через красивий блиск» (Г. Гандельман «Історія Бразилії»). 1728 р. орендар золотоносної ділянки в Серро-ду-Фріо Бернардо Лобо привіз віднайдені ним алмази в Лісабон і сповістив короля Хуана V про відкриття родовищ цих коштовних каменів. Уже наступного року губернатор провінції Мінас-Жерайс Лоренцо де Альмейда був вимушений зробити офіційне повідомлення королівському двору про стихійний видобуток алмазів, який розпочався на підпорядкованій йому території.
Вимоги короля звелись до введення «алмазного податку» (20 % від видобутих каменів) та рекомендацій стримувати неконтрольовані розробки. Але виконати ці накази не можна було. Алмази виявили в багатьох нових місцях, куди вирушили тисячі колоністів разом із африканськими невільниками. На початку 30-х років ХVIII ст. на алмазних розсипах Мінас-Жерайс працювало близько 9 тис. рабів. Європейський ринок алмазів був переповнений, а ціна на ці камені впала більше ніж у три рази. У 1734 р. португальський король заборонив видобуток алмазів у Бразилії (не допускалося навіть перебування людей в околицях колишніх розробок). Алмазні території взяли під охорону особливі поліцейські загони, завданням яких було недопущення ведення гірничих робіт.
Однак уже за кілька років заборона була замінена віддачею алмазних ділянок в оренду потужним фінансовим фірмам. Зокрема, монопольне право на експлуатацію покладів бразильських алмазів (на правах оренди) отримала нідерландська фірма братів Бретшнайдер, а пізніше компанія «Хуан Фернандес де Олівейра, батько і син». У другій половині ХVIII ст. генеральний орендар родовищ доктор де Олівейра став некоронованим правителем міста алмазів Діамантіни (колишній Теюн) і одним із найбагатших людей свого часу. Скупчення величезних багатств у місті гірників сприяло розвитку його архітектури, притягувало культурні верстви й торгівців, а в Лісабоні ходили чутки, що «перед розкішшю в Шираці (маєток Олівейри — авт.) тьмяніє блиск королівського двору». Англійський мінералог Джон Мейв, який відвідав копальні в Мінас-Жерайс на початку ХIХ ст. писав про гірників, серед яких було чимало рабів-африканців: «Здебільшого вони пригнічені сильніше, ніж подібні до них на інших виробництвах, з якими я ознайомився… Панство ж купається в розкошах, їхні щоденні обіди складаються з багатьох чудових м'ясних страв, які подають на прекрасній англійській порцеляні». Розробку розсипних родовищ вели шляхом промивання в дерев'яних лотках уламкового матеріалу (рінь, пісок) на річках, або їх колишніх руслах.
Втім повністю монополізувати видобуток алмазів тривалий час не вдавалося, оскільки розсипний характер численних родовищ сприяв широкому нелегальному видобутку каменів. З 1740 по 1772 рр. в Європу щорічно надходило в середньому 52 тис. каратів бразильських алмазів (приблизно стільки ж привозилось способом контрабанди), що в 4 рази перевищувало постачання з Індії. 1771 р. система орендних контрактів була скасована, а розробка коштовних каменів взята під особистий контроль португальського короля. Державна організація розробок призвела до суттєвого зниження видобутку алмазів, малорентабельності підприємств і скорочення надходжень у королівську скарбницю. 1830 р. розробки передано приватним старателям, причому кожен (після сплати невеликого податку) міг отримати ділянку площею до 200 м2. До 1870 р. Бразилія була основним постачальником алмазів на світові ринки (обсяги експорту усталилися на рівні 200 тис. каратів щорічно). І хоча вивезення алмазів з Індії на той час було вже незначним і не могло становити конкуренції бразильським надходженням, але на «ювелірному небосхилі» вже з'являлась найяскравіша «алмазна зірка» Південної Африки.
Цікавою сторінкою дослідження природних скарбів штату Мінас-Жерайс стала російська експедиція 1824—1825 рр., організатором і керівником якої був колишній російський консул у Ріо-де-Жанейро, член-кореспондент Петербурзької Академії наук Георг Генріх Лангсдорф. Між іншим експедицією були зібрані й систематизовані багаті колекції мінералів, рідкісні дані з історії Алмазного округу, зроблені описи видобутку алмазів, які члени експедиції спостерігали особисто. Описуючи копальні на річці Жекитиньонья, Лангсдорф зокрема зазначав: «Я був свідком того, як з сьомої години ранку до двох годин пополудні було намито 55 каменів вагою більше ніж 100 каратів. Найбільший був у сім з половиною каратів. За тиждень тут намивають у середньому 150—200 каратів цих коштовних каменів». Загалом експедиція уславилась «безкорисною загальнолюдською працею наукового пізнання природи й людей», сприяла знайомству народів Бразилії та Російської імперії.
Подібно до старательської розробки золота, алмазні розсипи притягували велику кількість шукачів коштовних каменів, що вплинуло на заселення й економічне освоєння гірничодобувних регіонів країни. В пошуках кращої долі люди їхали в Бразилію з усього світу, чимало старателів було з України. У вірші «Гей розіллялось ти, руськеє горе» Іван Франко звертається до емігрантського люду:
«Що то ще жде тебе на океані?
Що у Бразилії, в славній Парані?
Що то за рай ще тобі отвираєсь
В Спіріту Санто та Мінас Джераес?»
З розвитком технічних засобів гірничі розробки в штаті Мінас-Жерайс набули ще більших обсягів, причому вичерпання розсипів призвело до видобутку різноманітних корисних копалин у гірських масивах кар'єрним і шахтним способами. Вельми характерним є зображення на гербі штату основних символів гірництва — молотків і світильника.
Підсумовуючи, зазначимо, що протягом XV—XVII ст. основним чинником зростання видобутку корисних копалин були пошук і експлуатація нових багатих родовищ на «відкритих» європейцями землях Африки, Азії й особливо Америки, що, своєю чергою, було потужним стимулом освоєння нових земель і становлення епохи Великих географічних відкриттів. Переважний видобуток дістали коштовні метали й камені, які помітно вплинули на світову торгівлю й накопичення капіталів, що значною мірою зумовило економічні й суспільні зміни XVIII ст.

## XIX— на початку XX ст
У XIX — на початку XX ст. в країні у невеликій кількості видобували цирконієві руди, вугілля (перше родовище відкрито в 1825 р.), манган, залізні руди, берилій, боксити, вольфрам, графіт, хром, нікель, ніобій, тантал, слюди. У 1940 р. почався видобуток нафти та природного газу (штат Баія). У 1953 створена державна нафтова компанія «Petroleo Brasileira» («Petrobras»), яка стала однією з найбільших у Латинській Америці. Найбільшого розквіту гірнича промисловість Бразилії досягла у 1945 р. Сучасні параметри галузі визначила активізація у 1950-х роках розробок залізо-марганцевої сировини у т. зв. «залізорудному чотирикутнику» в штаті Мінас-Жерайс.

## Початок XXI ст
На початку XXI ст. частка Бразилії у видобутку мінеральної сировини у світі невелика — менше 1 %. У кінці XX ст. в структурі галузі близько 26 % припадало на паливо, 59 % — на руди чорних, 4 % — кольорових, 6-7 % — рідкісних і благородних металів і 4 % — на неметалічну сировину. 80 % продукції випускається під контролем державного сектора. Провідна галузь країни — залізорудна. Гірнича промисловість Бразилії з 1990-х років перебуває в стадії підйому.
Майбутнє видобувної промисловості країни визначає те, що за запасами залізних, берилієвих і ніобієвих руд, гірського кришталю, бітумінозних сланців, бокситів, руд рідкісноземельних елементів Бразилія займає одне з провідних місць серед промислово розвинених країн світу. Розроблятимуться і наявні запаси нафти, природного газу, вугілля, руд урану, нікелю, олова, вольфрам у, міді, свинцю, цинку, літію, танталу, фосфатів, бариту та ін.
Підготовку кадрів гірничо-геологічного профілю здійснюють в Школі гірничої справи та металургії в м. Ору-Прету (1876 р.), а також в університетах Сан-Паулу (1934 р.), Ріо-де-Жанейро (1950) та ін.